# Astringenza (cosmetica)
Nella cosmesi l'astringenza è l'effetto percepito di contrazione della pelle e di restringimento dei pori indotto dall'applicazione di specifiche sostanze astringenti.
La struttura della pelle è influenzata da fattori genetici, ambientali e fisiologici.
Un eventuale cambiamento della struttura cutanea indotto dall'applicazione di cosmetici astringenti ha per lo più effetti temporanei.

## Meccanismo
I meccanismi principali che causano l'astringenza cutanea sono la disidratazione, cioè il calo di volume delle cellule cutanee dovuto alla perdita di acqua e alcune reazioni con proteine dello strato corneo (cheratine), che ne comportano variazioni della struttura terziaria. 
Il meccanismo dell'astringenza cutanea è esattamente analogo a quello dell'astringenza a livello della lingua che avviene in seguito alla dissoluzione da parte della saliva di varie molecole presenti nei cibi (es. tannini nei vini).

## Sostanze astringenti
432 ingredienti nel database europeo degli ingredienti cosmetici sono classificati come astringenti.
Le sostanze che possono produrre astringenza cutanea sono:
- acidi in grado di portare il pH sotto al punto isolettrico della pelle (pH ~ 4),
- agenti disidratanti, sia solventi come alcol e acetone, sia sali in grado di estrarre l'acqua per osmosi.[2][3]
- tannini e alcuni polifenoli in grado di complessare le proteine con legami idrogeno tra i gruppi fenolici ed i peptidi del collagene e della cheratina
- cationi metallici bi- e tripositivi in particolare i sali di Mg2+, Zn2+ e Al3+ in grado di formare legami inter e intramolecolari con i gruppi carbossilici del collagene e della cheratina.
- aldeidi in grado di crosslinkare e condensare il collagene e la cheratina.